# Septième district congressionnel de l'État de New York
 (février 2025).
Le 7e district congressionnel de New York est un district situé à New York. Il comprend des parties de Brooklyn et du Queens. La Démocrate Nydia Velázquez représente la circonscription au Congrès.
Comme de nombreux districts congressionnel à travers le pays, les limites du 7e district congressionnel ont été tracées de manière à relier des quartiers disparates et largement séparés avec un pourcentage élevé d'électeurs minoritaires (voir districts majoritaires et minoritaires). Même si aucune minorité du district ne constitue une majorité absolue, les limites regroupent fortement les quartiers portoricains des arrondissements new-yorkais de Brooklyn et du Queens.
Le district comprend les quartiers Queens de Long Island City, Astoria, Sunnyside, Maspeth, Ridgewood et Woodhaven ; les quartiers de Brooklyn de Bushwick, Clinton Hill, Downtown Brooklyn, East New York, East Williamsburg, Fort Greene, Greenpoint et Williamsburg.
Jusqu'en 2012, le 7e comprenait des parties du nord du Queens et des parties est du Bronx. La partie du Queens comprenait les quartiers de College Point, East Elmhurst, Jackson Heights et Woodside. La partie Bronx du district comprenait les quartiers de Co-op City, Morris Park, Parkchester, Pelham Bay et Throgs Neck ainsi que City Island. Jusqu'au dernier redécoupage en 2022, le 7e comprenait également une partie du Lower East Side de Manhattan.

## Histoire
1913 - 1953 : Parties de Brooklyn
1953 - 1993 : Parties du Queens
1993 - 2013 : Parties du Bronx et du Queens
2013 - 2023 : Parties de Brooklyn, Manhattan et du Queens
2023 - : Parties de Brooklyn et Queens
De nombreux districts ont été numérotés 7 au fil des années, incluant des zones de New York City et des parties variées du nord de l'État de New York.

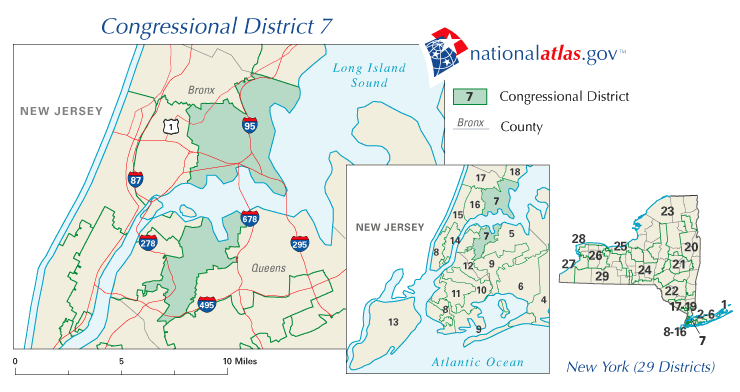
2003 - 2013

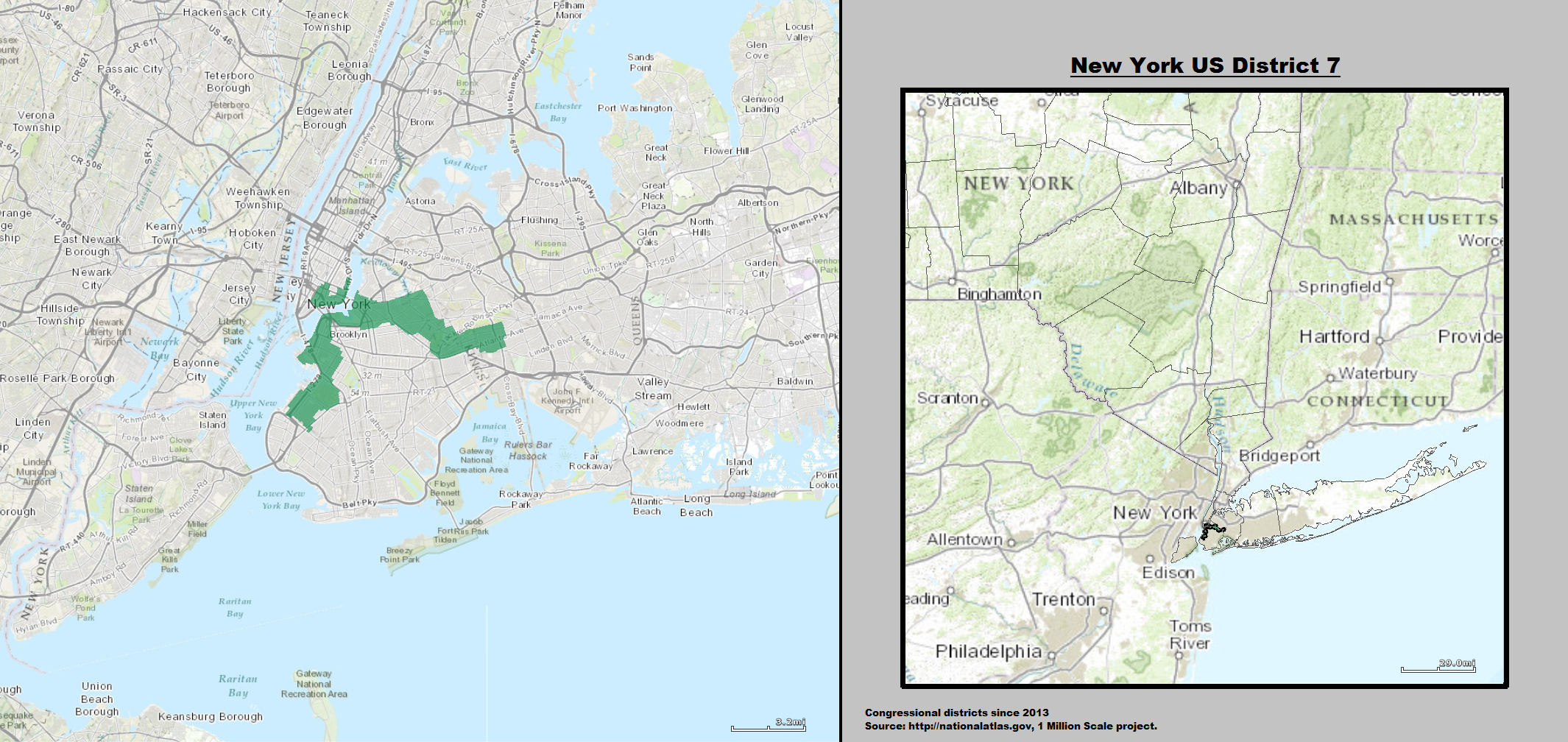
2013 - 2023

## Historique de vote
| Année | Poste     | Résultats               |
| ----- | --------- | ----------------------- |
| 1992  | Président | Clinton 56,0 % – 35,0 % |
| 1996  | Président | Clinton 68,0 % – 25,0 % |
| 2000  | Président | Gore 75,0 % – 21,0 %    |
| 2004  | Président | Kerry 74,0 % – 25,0 %   |
| 2008  | Président | Obama 84,0 % – 15,0 %   |
| 2012  | Président | Obama 88,0 % – 10,0 %   |
| 2016  | Président | Clinton 87,0 % – 10,0 % |
| 2020  | Président | Biden 81,0 % – 17,0 %   |

## Liste des Représentants du district
| Membre                          | Parti                                 | Années                             | Congrès     | Histoire électorale | Zone géographique                                     |
| ------------------------------- | ------------------------------------- | ---------------------------------- | ----------- | --- | ----------------------------------------------------- |
| District établit le 4 mars 1793 |                                       |                                    |             | |                                                       |
| John E. Van Alen (en)           | Pro Administration                    | 4 mars 1793 - 3 mars 1795          | 3e - 5e     | Élu en 1793. Réélu en 1794. Réélu en 1796. Retrait. |                                                       |
| John E. Van Alen (en)           | Fédéraliste                           | 4 mars 1795 - 3 mars 1799          | 3e - 5e     | Élu en 1793. Réélu en 1794. Réélu en 1796. Retrait. |                                                       |
| John Thompson (en)              | Républicain-Démocrate                 | 4 mars 1799 - 3 mars 1801          | 6e          | Élu en 1798. Retrait. |                                                       |
| David Thomas (en)               | Républicain-Démocrate                 | 4 mars 1801 - 3 mars 1803          | 7e          | Élu en 1800. Redécoupage vers le 12e |                                                       |
| Vacant                          | Vacant                                | 4 mars 1803 - 17 octobre 1803      | 8e          | John Cantine fut élu en 1802 mais déclina le siège. |                                                       |
| Josiah Hasbrouck (en)           | Républicain-Démocrate                 | 17 octobre 1803 - 3 mars 1805      | 8e          | Élu en 1803 pour terminer le mandat de Cantine. |                                                       |
| Martin G. Schuneman (en)        | Républicain-Démocrate                 | 4 mars 1805 - 3 mars 1807          | 9e          | Élu en 1804. Retrait. |                                                       |
| Barent Gardenier (en)           | Fédéraliste                           | 4 mars 1807 - 3 mars 1809          | 10e         | Réélu en 1806. Redécoupage vers le 5e district. |                                                       |
| Killian K. Van Rensselaer (en)  | Fédéraliste                           | 4 mars 1809 - 3 mars 1811          | 11e         | Redécoupage depuis le 9e district et réélu en 1808. |                                                       |
| Harmanus Bleecker (en)          | Fédéraliste                           | 4 mars 1811 - 3 mars 1813          | 12e         | Réélu en 1810. Retrait. |                                                       |
| Abraham J. Hasbrouck (en)       | Républicain-Démocrate                 | 4 mars 1813 - 3 mars 1815          | 13e         | Élu en 1812. Retrait. |                                                       |
| Samuel Betts (en)               | Républicain-Démocrate                 | 4 mars 1815 - 3 mars 1817          | 14e         | Réélu en 1814. Retrait. |                                                       |
| Josiah Hasbrouck (en)           | Républicain-Démocrate                 | 4 mars 1817 - 3 mars 1819          | 15e         | Élu en 1816. Retrait. |                                                       |
| Jacob H. De Witt (en)           | Républicain-Démocrate                 | 4 mars 1819 - 3 mars 1821          | 16e         | Élu en 1818. Retrait. |                                                       |
| Vacant                          | Vacant                                | 4 mars 1821 - 3 décembre 1821      | 17e         | L'élection fut tenue en avril 1821, mais on ne sait pas exactement quand les résultats ont été annoncés. |                                                       |
| Charles H. Ruggles (en)         | Fédéraliste                           | 3 décembre 1821 - 3 mars 1823      | 17e         | Élu en 1821. Perd sa réélection. |                                                       |
| Lemuel Jenkins (en)             | Républicain-Démocrate                 | 4 mars 1823 - 3 mars 1825          | 18e         | Élu en 1822. Retrait. |                                                       |
| Abraham Bruyn Hasbrouck (en)    | Anti-Jacksonien                       | 4 mars 1825 - 3 mars 1827          | 19e         | Réélu en 1824. Retrait. |                                                       |
| George O. Belden (en)           | Jacksonien (en)                       | 4 mars 1827 - 3 mars 1829          | 20e         | Réélu en 1826. Retrait. |                                                       |
| Charles G. De Witt (en)         | Jacksonien (en)                       | 4 mars 1829 - 3 mars 1831          | 21e         | Réélu en 1828. Retrait. |                                                       |
| John C. Brodhead (en)           | Jacksonien (en)                       | 4 mars 1831 - 3 mars 1833          | 22e         | Réélu en 1830. Retrait. |                                                       |
| Charles Bodle (en)              | Jacksonien (en)                       | 4 mars 1833 - 3 mars 1835          | 23e         | Réélu en 1832. Retrait. |                                                       |
| Nicholas Sickles (en)           | Jacksonien (en)                       | 4 mars 1835 - 3 mars 1837          | 24e         | Élu en 1834. Retrait. |                                                       |
| John C. Brodhead (en)           | Démocrate                             | 4 mars 1837 - 3 mars 1839          | 24e         | Élu en 1836. Retrait. |                                                       |
| Rufus Palen (en)                | Whig                                  | 4 mars 1839 - 3 mars 1841          | 26e         | Élu en 1838. Retrait. |                                                       |
| John Van Buren (en)             | Démocrate                             | 4 mars 1841 - 3 mars 1843          | 27e         | Élu en 1840. Retrait. |                                                       |
| Joseph H. Anderson (en)         | Démocrate                             | 4 mars 1843 - 3 mars 1847          | 28e , 29e   | Élu en 1842. Réélu en 1844. Retrait. |                                                       |
| William Nelson (en)             | Whig                                  | 4 mars 1847 - 3 mars 1851          | 30e , 31e   | Élu en 1846. Réélu en 1848. Retrait. |                                                       |
| Abraham P. Stevens (en)         | Démocrate                             | 4 mars 1851 - 3 mars 1853          | 32e         | Élu en 1850. Perd sa renomination. |                                                       |
| William A. Walker (en)          | Démocrate                             | 4 mars 1853 - 3 mars 1855          | 33e         | Élu en 1852. Retrait. |                                                       |
| Thomas Child Jr. (en)           | Whig                                  | 4 mars 1855 - 3 mars 1857          | 34e         | Élu en 1854. Ne s'est jamais qualifié ou présenté. |                                                       |
| Elijah Ward (en)                | Démocrate                             | 4 mars 1857 - 3 mars 1859          | 35e         | Élu en 1856. Perd sa réélection. |                                                       |
| George Briggs                   | Républicain / Union Constitutionnelle | 4 mars 1859 - 3 mars 1861          | 36e         | Élu en 1858. Retrait. |                                                       |
| Elijah Ward (en)                | Démocrate                             | 4 mars 1861 - 3 mars 1863          | 37e         | Élu en 1860. Redécoupage vers le 6e district. |                                                       |
| John W. Chanier (en)            | Démocrate                             | 4 mars 1863 - 3 mars 1869          | 38e - 40e   | Élu en 1862. Réélu en 1864. Réélu en 1866. Perd sa renomination. |                                                       |
| Harvey C. Calkin (en)           | Démocrate                             | 4 mars 1869 - 3 mars 1871          | 41e         | Élu en 1868. Retrait. |                                                       |
| Smity Ely Jr. (en)              | Démocrate                             | 4 mars 1871 - 3 mars 1873          | 42e         | Élu en 1870. Retrait. |                                                       |
| Thomas J. Creamer (en)          | Démocrate                             | 4 mars 1873 - 3 mars 1875          | 43e         | Élu en 1872. Retrait. |                                                       |
| Smity Ely Jr. (en)              | Démocrate                             | 4 mars 1875 - 11 décembre 1876     | 44e         | Élu en 1874. Démissionne pour devenir Maire de New York City. |                                                       |
| Vacant                          | Vacant                                | 11 décembre 1876 - 11 janvier 1877 | 44e         | |                                                       |
| David Dudley Field II (en)      | Démocrate                             | 11 janvier 1877 - 3 mars 1877      | 44e         | Élu pour terminer le mandat d'Ely. N'est pas candidat à un autre mandat. |                                                       |
| Anthony Eickhoff (en)           | Démocrate                             | 4 mars 1877 - 3 mars 1879          | 45e         | Élu en 1876. Perd sa réélection. |                                                       |
| Edwin Einstein (en)             | Républicain                           | 4 mars 1879 - 3 mars 1881          | 46e         | Élu en 1878. Retrait. |                                                       |
| P. Henry Dugro (en)             | Démocrate                             | 4 mars 1881 - 3 mars 1883          | 47e         | Élu en 1880. Retrait. |                                                       |
| William Dorsheimer (en)         | Démocrate                             | 4 mars 1883 - 3 mars 1885          | 48e         | Élu en 1882. Retrait. |                                                       |
| John J. Adams (en)              | Démocrate                             | 4 mars 1885 - 3 mars 1887          | 49e         | Redécoupage depuis le 8e district et réélu en 1884. Retrait. |                                                       |
| Lloyd Bryce (en)                | Démocrate                             | 4 mars 1887 - 3 mars 1889          | 50e         | Élu en 1886. Perd sa réélection. |                                                       |
| Edward J. Dunphy (en)           | Démocrate                             | 4 mars 1889 - 3 mars 1893          | 51e , 52e   | Élu en 1888. Réélu en 1890. Redécoupage vers le 8e district. |                                                       |
| Franklin Bartlett (en)          | Démocrate                             | 4 mars 1893 - 3 mars 1897          | 53e , 54e   | Élu en 1892. Réélu en 1894. Perd sa réélection. |                                                       |
| John H.G. Vehslage (en)         | Démocrate                             | 4 mars 1897 - 3 mars 1899          | 55e         | Élu en 1896. Perd sa renomination. |                                                       |
| Nicholas Muller (en)            | Démocrate                             | 4 mars 1899 - 22 novembre 1901     | 56e , 57e   | Élu en 1898. Réélu en 1900. Démissionne. |                                                       |
| Vacant                          | Vacant                                | 22 novembre 1901 - 7 janvier 1902  | 57e         | |                                                       |
| Montague Lessler (en)           | Républicain                           | 7 janvier 1902 - 3 mars 1903       | 57e         | Élu pour terminer le mandat de Muller. Perd sa réélection. |                                                       |
| John J. Fitzgerald (en)         | Démocrate                             | 4 mars 1903 - 31 décembre 1917     | 58e - 65e   | Redécoupage depuis le 2e district et réélu en 1902. Réélu en 1904. Réélu en 1906. Réélu en 1908. Réélu en 1910. Réélu en 1912. Réélu en 1914. Réélu en 1916. Démissionne.                                                   |                                                       |
| Vacant                          | Vacant                                | 1er janvier 1918 - 5 mars 1918     | 65e         | |                                                       |
| John J. Delaney (en)            | Démocrate                             | 5 mars 1918 - 3 mars 1919          | 65e         | Élu pour terminer le mandat de Fitzgerald. Retrait. |                                                       |
| James P. Maher (en)             | Démocrate                             | 4 mars 1919 - 3 mars 1921          | 66e         | Redécoupage depuis le 5e district et réélu en 1918. |                                                       |
| Michael J. Hogan (en)           | Républicain                           | 4 mars 1921 - 3 mars 1923          | 67e         | Élu en 1920. Perd sa réélection. |                                                       |
| John F. Quayle (en)             | Démocrate                             | 4 mars 1923 - 27 novembre 1930     | 68e - 71e   | Élu en 1922. Réélu en 1924. Réélu en 1926. Réélu en 1928. Réélu en 1930. Décès. |                                                       |
| Vacant                          | Vacant                                | 27 novembre 1930 - février 1931    | 71e , 72e   | |                                                       |
| Matthew V. O'Malley (en)        | Démocrate                             | février 1931 - 26 mai 1931         | 71e , 72e   | Élu pour terminer le mandat de Quayle. Décède. |                                                       |
| Vacant                          | Vacant                                | 26 mai 1931 - 3 novembre 1931      | 71e , 72e   | |                                                       |
| John J. Delaney (en)            | Démocrate                             | 3 novembre 1931 - 18 novembre 1948 | 72e - 80e   | Élu pour terminer le mandat de O'Malley. Réélu en 1932. Réélu en 1934. Réélu en 1936. Réélu en 1938. Réélu en 1940. Réélu en 1942. Réélu en 1944. Réélu en 1946. Réélu en 1948. Décès.                                      |                                                       |
| Vacant                          | Vacant                                | 19 novembre 1948 - 14 février 1949 | 80e , 81e   | |                                                       |
| Louis B. Heller (en)            | Démocrate                             | 15 février 1949 - 3 janvier 1953   | 81e , 82e   | Élu pour terminer le mandat de Delaney. Réélu en 1950. Redécoupage vers le 8e district. |                                                       |
| James J. Delaney (en)           | Démocrate                             | 3 janvier 1953 - 3 janvier 1963    | 83e - 87e   | Redécoupage depuis le 6e district et réélu en 1952. Réélu en 1954. Réélu en 1956. Réélu en 1958. Réélu en 1960. Redécoupage vers le 9e district.                                                                            |                                                       |
| Joseph P. Addabbo (en)          | Démocrate                             | 3 janvier 1963 - 3 janvier 1983    | 88e - 97e   | Redécoupage depuis le 5e district et réélu en 1962. Réélu en 1964. Réélu en 1966. Réélu en 1968. Réélu en 1970. Réélu en 1972. Réélu en 1974. Réélu en 1976. Réélu en 1978. Réélu en 1980. Redécoupage vers le 6e district. |                                                       |
| Benjamin S. Rosenthal (en)      | Démocrate                             | 3 janvier 1983 - 4 janvier 1983    | 98e         | Redécoupage depuis le 8e et réélu en 1982. Décède. |                                                       |
| Vacant                          | Vacant                                | 5 janvier 1983 - 28 février 1983   | 98e         | |                                                       |
| Gary Ackerman                   | Démocrate                             | 1er janvier 1983 - 3 janvier 1993  | 98e - 102e  | Élu pour terminer le mandat de Rosenthal. Réélu en 1984. Réélu en 1986. Réélu en 1988. Réélu en 1990. Redécoupage vers le 5e district.                                                                                      |                                                       |
| Thomas J. Manton (en)           | Démocrate                             | 3 janvier 1993 - 3 janvier 1999    | 103e - 105e | Redécoupage depuis le 9e district et réélu en 1992. Réélu en 1994. Réélu en 1996. Retrait. | 1993–2003                                             |
| Joseph Crowley                  | Démocrate                             | 3 janvier 1999 - 3 janvier 2013    | 106e - 112e | Élu en 1998. Réélu en 2000. Réélu en 2002. Réélu en 2004. Réélu en 2006. Réélu en 2008. Réélu en 2010. Redécoupage vers le 14e district.                                                                                    | 1993–2003                                             |
| Joseph Crowley                  | Démocrate                             | 3 janvier 1999 - 3 janvier 2013    | 106e - 112e | Élu en 1998. Réélu en 2000. Réélu en 2002. Réélu en 2004. Réélu en 2006. Réélu en 2008. Réélu en 2010. Redécoupage vers le 14e district.                                                                                    | 2003–2013 Parties du Queens et du Bronx               |
| Nydia Velázquez                 | Démocrate                             | 3 janvier 2013 - présent           | 113e - 118e | Redécoupage depuis le 12e district et réélue en 2012. Réélue en 2014. Réélue en 2016. Réélue en 2018. Réélue en 2020. Réélue en 2022.                                                                                       | 2013–2023 Parties de Brooklyn, Manhattan et du Queens |
| Nydia Velázquez                 | Démocrate                             | 3 janvier 2013 - présent           | 113e - 118e | Redécoupage depuis le 12e district et réélue en 2012. Réélue en 2014. Réélue en 2016. Réélue en 2018. Réélue en 2020. Réélue en 2022.                                                                                       | 2023–2025 Parties de Brooklyn et du Queens            |

## Résultats des précédentes élections
Voici les résultats des dix précédents cycles électoraux dans le district.

### 2004
| Élection de 2004 du 7e district congressionnel de New York | Élection de 2004 du 7e district congressionnel de New York | Élection de 2004 du 7e district congressionnel de New York | Élection de 2004 du 7e district congressionnel de New York | Élection de 2004 du 7e district congressionnel de New York |
| ---------------------------------------------------------- | ---------------------------------------------------------- | ---------------------------------------------------------- | ---------------------------------------------------------- | ---------------------------------------------------------- |
| Parti                                                      | Parti                                                      | Candidat                                                   | Votes                                                      | %                                                          |
|                                                            | Démocrate                                                  | Joseph Crowley (sortant)                                   | 104 275                                                    | 80,9                                                       |
|                                                            | Républicain                                                | Joseph Cinquemani                                          | 24 548                                                     | 19,1                                                       |
| Total des votes                                            | Total des votes                                            | Total des votes                                            | 128 823                                                    | 100 %                                                      |
|                                                            | Les Démocrates conservent                                  |                                                            |                                                            |                                                            |

### 2006
| Élection de 2006 du 7e district congressionnel de New York | Élection de 2006 du 7e district congressionnel de New York | Élection de 2006 du 7e district congressionnel de New York | Élection de 2006 du 7e district congressionnel de New York | Élection de 2006 du 7e district congressionnel de New York |
| ---------------------------------------------------------- | ---------------------------------------------------------- | ---------------------------------------------------------- | ---------------------------------------------------------- | ---------------------------------------------------------- |
| Parti                                                      | Parti                                                      | Candidat                                                   | Votes                                                      | %                                                          |
|                                                            | Démocrate                                                  | Joseph Crowley (sortant)                                   | 63 997                                                     | 84,0                                                       |
|                                                            | Républicain                                                | Kevin Brawley                                              | 12 220                                                     | 16,0                                                       |
| Total des votes                                            | Total des votes                                            | Total des votes                                            | 76 217                                                     | 100 %                                                      |
|                                                            | Les Démocrates conservent                                  |                                                            |                                                            |                                                            |

### 2008
| Élection de 2008 du 7e district congressionnel de New York | Élection de 2008 du 7e district congressionnel de New York | Élection de 2008 du 7e district congressionnel de New York | Élection de 2008 du 7e district congressionnel de New York | Élection de 2008 du 7e district congressionnel de New York |
| ---------------------------------------------------------- | ---------------------------------------------------------- | ---------------------------------------------------------- | ---------------------------------------------------------- | ---------------------------------------------------------- |
| Parti                                                      | Parti                                                      | Candidat                                                   | Votes                                                      | %                                                          |
|                                                            | Démocrate                                                  | Joseph Crowley (sortant)                                   | 118 459                                                    | 84,7                                                       |
|                                                            | Républicain                                                | William E. Britt Jr.                                       | 21 477                                                     | 15,3                                                       |
| Total des votes                                            | Total des votes                                            | Total des votes                                            | 139 936                                                    | 100 %                                                      |
|                                                            | Les Démocrates conservent                                  |                                                            |                                                            |                                                            |

### 2010
| Élection de 2010 du 7e district congressionnel de New York | Élection de 2010 du 7e district congressionnel de New York | Élection de 2010 du 7e district congressionnel de New York | Élection de 2010 du 7e district congressionnel de New York | Élection de 2010 du 7e district congressionnel de New York |
| ---------------------------------------------------------- | ---------------------------------------------------------- | ---------------------------------------------------------- | ---------------------------------------------------------- | ---------------------------------------------------------- |
| Parti                                                      | Parti                                                      | Candidat                                                   | Votes                                                      | %                                                          |
|                                                            | Démocrate                                                  | Joseph Crowley (sortant)                                   | 71 247                                                     | 80,6                                                       |
|                                                            | Républicain                                                | Kenneth A. Reynolds                                        | 16 145                                                     | 18,3                                                       |
|                                                            | Vert                                                       | Anthony Gronowicz                                          | 1038                                                       | 1,1                                                        |
| Total des votes                                            | Total des votes                                            | Total des votes                                            | 88 430                                                     | 100 %                                                      |
|                                                            | Les Démocrates conservent                                  |                                                            |                                                            |                                                            |

### 2012
| Élection de 2012 du 7e district congressionnel de New York | Élection de 2012 du 7e district congressionnel de New York | Élection de 2012 du 7e district congressionnel de New York | Élection de 2012 du 7e district congressionnel de New York | Élection de 2012 du 7e district congressionnel de New York |
| ---------------------------------------------------------- | ---------------------------------------------------------- | ---------------------------------------------------------- | ---------------------------------------------------------- | ---------------------------------------------------------- |
| Parti                                                      | Parti                                                      | Candidat                                                   | Votes                                                      | %                                                          |
|                                                            | Démocrate                                                  | Nydia Velazquez (sortante)                                 | 143 930                                                    | 94,8                                                       |
|                                                            | Conservateur (en)                                          | James Murray                                               | 7971                                                       | 5,2                                                        |
| Total des votes                                            | Total des votes                                            | Total des votes                                            | 151 901                                                    | 100 %                                                      |
|                                                            | Les Démocrates conservent                                  |                                                            |                                                            |                                                            |

### 2014
| Élection de 2014 du 7e district congressionnel de New York | Élection de 2014 du 7e district congressionnel de New York | Élection de 2014 du 7e district congressionnel de New York | Élection de 2014 du 7e district congressionnel de New York | Élection de 2014 du 7e district congressionnel de New York |
| ---------------------------------------------------------- | ---------------------------------------------------------- | ---------------------------------------------------------- | ---------------------------------------------------------- | ---------------------------------------------------------- |
| Parti                                                      | Parti                                                      | Candidat                                                   | Votes                                                      | %                                                          |
|                                                            | Démocrate                                                  | Nydia Velazquez (sortante)                                 | 56 593                                                     | 88,8                                                       |
|                                                            | Républicain                                                | Jose Luis Fernandez                                        | 5 713                                                      | 9,0                                                        |
|                                                            | Conservateur (en)                                          | Allan E. Romaguera                                         | 1398                                                       | 2,2                                                        |
| Total des votes                                            | Total des votes                                            | Total des votes                                            | 63 704                                                     | 100 %                                                      |
|                                                            | Les Démocrates conservent                                  |                                                            |                                                            |                                                            |

### 2016
| Élection de 2016 du 7e district congressionnel de New York | Élection de 2016 du 7e district congressionnel de New York | Élection de 2016 du 7e district congressionnel de New York | Élection de 2016 du 7e district congressionnel de New York | Élection de 2016 du 7e district congressionnel de New York |
| ---------------------------------------------------------- | ---------------------------------------------------------- | ---------------------------------------------------------- | ---------------------------------------------------------- | ---------------------------------------------------------- |
| Parti                                                      | Parti                                                      | Candidat                                                   | Votes                                                      | %                                                          |
|                                                            | Démocrate                                                  | Nydia Velazquez (sortante)                                 | 172 146                                                    | 90,8                                                       |
|                                                            | Républicain                                                | Allan E. Romaguera                                         | 17 478                                                     | 9,2                                                        |
| Total des votes                                            | Total des votes                                            | Total des votes                                            | 189 624                                                    | 100 %                                                      |
|                                                            | Les Démocrates conservent                                  |                                                            |                                                            |                                                            |

### 2018
| Élection de 2018 du 7e district congressionnel de New York | Élection de 2018 du 7e district congressionnel de New York | Élection de 2018 du 7e district congressionnel de New York | Élection de 2018 du 7e district congressionnel de New York | Élection de 2018 du 7e district congressionnel de New York |
| ---------------------------------------------------------- | ---------------------------------------------------------- | ---------------------------------------------------------- | ---------------------------------------------------------- | ---------------------------------------------------------- |
| Parti                                                      | Parti                                                      | Candidat                                                   | Votes                                                      | %                                                          |
|                                                            | Démocrate                                                  | Nydia Velazquez (sortante)                                 | 146 687                                                    | 93,4                                                       |
|                                                            | Conservateur (en)                                          | Joseph Lieberman                                           | 8 670                                                      | 5,5                                                        |
|                                                            | Réforme                                                    | Jeffrey Kurzon                                             | 1 740                                                      | 1,1                                                        |
| Total des votes                                            | Total des votes                                            | Total des votes                                            | 157 097                                                    | 100 %                                                      |
|                                                            | Les Démocrates conservent                                  |                                                            |                                                            |                                                            |

### 2020
| Élection de 2020 du 7e district congressionnel de New York | Élection de 2020 du 7e district congressionnel de New York | Élection de 2020 du 7e district congressionnel de New York | Élection de 2020 du 7e district congressionnel de New York | Élection de 2020 du 7e district congressionnel de New York |
| ---------------------------------------------------------- | ---------------------------------------------------------- | ---------------------------------------------------------- | ---------------------------------------------------------- | ---------------------------------------------------------- |
| Parti                                                      | Parti                                                      | Candidat                                                   | Votes                                                      | %                                                          |
|                                                            | Démocrate                                                  | Nydia Velazquez (sortante)                                 | 191 073                                                    | 84,9                                                       |
|                                                            | Républicain                                                | Brian Kelly                                                | 32 520                                                     | 14,4                                                       |
|                                                            | Libertarien                                                | Gilbert Midonnet                                           | 1 522                                                      | 0,7                                                        |
| Total des votes                                            | Total des votes                                            | Total des votes                                            | 225 115                                                    | 100 %                                                      |
|                                                            | Les Démocrates conservent                                  |                                                            |                                                            |                                                            |

### 2022
La Primaire Républicaine est annulée. Juan Pagan (R) avance vers l'Élection Générale.
| Primaire Démocrate de 2022 du 7e district congressionnel de New York | Primaire Démocrate de 2022 du 7e district congressionnel de New York | Primaire Démocrate de 2022 du 7e district congressionnel de New York | Primaire Démocrate de 2022 du 7e district congressionnel de New York | Primaire Démocrate de 2022 du 7e district congressionnel de New York |
| -------------------------------------------------------------------- | -------------------------------------------------------------------- | -------------------------------------------------------------------- | -------------------------------------------------------------------- | -------------------------------------------------------------------- |
| Parti                                                                | Parti                                                                | Candidat                                                             | Votes                                                                | %                                                                    |
|                                                                      | Démocrate                                                            | Nydia Velazquez (sortante)                                           | 22 797                                                               | 83,0                                                                 |
|                                                                      | Démocrate                                                            | Paperboy Prince                                                      | 4 303                                                                | 15,7                                                                 |

| Élection de 2022 du 7e district congressionnel de New York | Élection de 2022 du 7e district congressionnel de New York | Élection de 2022 du 7e district congressionnel de New York | Élection de 2022 du 7e district congressionnel de New York | Élection de 2022 du 7e district congressionnel de New York |
| ---------------------------------------------------------- | ---------------------------------------------------------- | ---------------------------------------------------------- | ---------------------------------------------------------- | ---------------------------------------------------------- |
| Parti                                                      | Parti                                                      | Candidat                                                   | Votes                                                      | %                                                          |
|                                                            | Démocrate                                                  | Nydia Velazquez (sortante)                                 | 119 473                                                    | 80,6                                                       |
|                                                            | Républicain                                                | Juan Pagan                                                 | 28 597                                                     | 19,3                                                       |
|                                                            | Autres                                                     | Autres                                                     | 234                                                        | 0,2                                                        |
| Total des votes                                            | Total des votes                                            | Total des votes                                            | 148 304                                                    | 100 %                                                      |
|                                                            | Les Démocrates conservent                                  |                                                            |                                                            |                                                            |

### 2024
Les Primaires Démocrates et Républicaines ont été annulées. Nydia Velazquez (D-Sortante) et William Kregler (R) avancent vers l'Élection Générale.
| Élection de 2022 du 7e district congressionnel de New York | Élection de 2022 du 7e district congressionnel de New York | Élection de 2022 du 7e district congressionnel de New York | Élection de 2022 du 7e district congressionnel de New York | Élection de 2022 du 7e district congressionnel de New York |
| ---------------------------------------------------------- | ---------------------------------------------------------- | ---------------------------------------------------------- | ---------------------------------------------------------- | ---------------------------------------------------------- |
| Parti                                                      | Parti                                                      | Candidat                                                   | Votes                                                      | %                                                          |
|                                                            | Démocrate                                                  | Nydia Velazquez (sortante)                                 | TBD                                                        | TBD                                                        |
|                                                            | Républicain                                                | William Kregler                                            | TBD                                                        | TBD                                                        |
| Total des votes                                            | Total des votes                                            | Total des votes                                            | TBD                                                        | 100 %                                                      |
|                                                            |                                                            |                                                            |                                                            |                                                            |